# Moscow (Idaho)
Moscow – miasto w stanie Idaho, siedziba władz hrabstwa Latah, leżące przy granicy ze stanem Waszyngton. Zajmuje powierzchnię 17,7 km². W 2012 roku liczyło 24 449 mieszkańców.

## Uczelnie
Jest siedzibą trzech szkół wyższych: University of Idaho, University of Idaho College of Law oraz New Saint Andrews College.

## Demografia
21 291 mieszkańców, 7724 gospodarstw domowych i 3869 rodzin (dane z 2000 roku). Na 100 kobiet powyżej 18 roku życia przypada 110,1 mężczyzn. Średni dochód gospodarstwa domowego w mieście 26 884 USD a na całą rodzinę $46 331.
Skład etniczny
- Biali 92,23%,
- Afroamerykanie 0,8%,
- Rdzenni amerykanie 3,13%,
- Azjaci 0,14%
- inni 3,7%

Grupy wiekowe:
- 0 - 18 lat: 16,1%
- 18 – 24 lat: 35,8%
- 25 – 44 lat: 26,3%
- 45 - 64 lat: 14,0%
- 65 i więcej lat: 7,8%